# Issa Rae
Jo-Issa Rae Diop (nascuda el 12 de gener de 1985), coneguda professionalment com Issa Rae, és una actriu, escriptora i productoraestatunidenca. És fundadora de Hoorae Media, i va aconseguir un reconeixement més ampli com a co-creadora, coguionista i estrella de la sèrie de televisió HBO Insecure (2016–2021), per la qual va ser nominada a diversos premis Globus d'Or i Primetime Emmy.
Rae va cridar l'atenció per primera vegada pel seu treball a la sèrie web de YouTube Awkward Black Girl. Des del 2011, Rae ha continuat desenvolupant el seu canal de YouTube, que inclou diversos curtmetratges, sèries web i altres continguts creats per persones negres. Les seves memòries del 2015, titulades The Misadventures of Awkward Black Girl, es van convertir en un best-seller del New York Times.
Rae també ha protagonitzat llargmetratges, amb papers al drama The Hate U Give (2018); la comèdia fantàstica Little (2019); el romanç La fotografia (2020); la comèdia romàntica The Lovebirds (2020); el thriller de comèdia Vengeance (2022); i les comèdies Barbie i American Fiction (2023), que van rebre nominacions als Screen Actors Guild Awards i Critics' Choice Movie Awards com a actriu de repartiment. També va donar veu a Jess Drew / Spider-Woman a Spider-Man: Across the Spider-Verse (2023) i Beyond the Spider-Verse. Rae va proporcionar la veu per al curtmetratge Hair Love, que va guanyar l'Oscar al millor curtmetratge d'animació el 2020.
El 2018 i el 2022, Rae va ser inclosa a la llista anual Time 100 de les persones més influents del món, i a la llista de Forbes '30 Under 30' a la secció d'entreteniment. Va ser reconeguda amb el Peabody Trailblazer Award i el Producers Guild of America Visionary Award.